# Drosicha contrahens
Drosicha contrahens är en insektsart som beskrevs av Walker 1858. Drosicha contrahens ingår i släktet Drosicha och familjen pärlsköldlöss. Inga underarter finns listade i Catalogue of Life.